# PearPC
PearPC is een PowerPC-emulator voor POSIX-X11 (Linux, BeOS, etc.) en Windows. PearPC creëert een virtueel hardwareplatform waarop besturingssystemen bedoeld voor de PPC-architectuur cq Linux, Darwin en Mac OS X kunnen draaien. PearPC is in staat om bestanden op de machine (de host) als harde schijven en cd-stations beschikbaar te maken op het -virtuele- PPC-platform.

## Status
De software is beschikbaar onder de GNU GPL. De laatste versie is 0.6.0. Deze verscheen op 12 juli 2015.